# 舎堂駅
舎堂駅（サダンえき）は、大韓民国ソウル特別市銅雀区舎堂洞にあるソウル交通公社の駅。かつて大肛病院という副駅名があった。

## 利用可能な鉄道路線
ソウル交通公社
 2号線 - 駅番号は226
 4号線 - 駅番号は433

## 歴史
- 1983年12月17日 - ソウル特別市地下鉄公社（当時）2号線開業と共に開業。
- 1985年10月18日 - ソウル特別市地下鉄公社（当時）4号線が当駅まで開業。
- 1994年4月1日 - 4号線が当駅から南泰嶺駅まで延伸開業し、果川線・安山線と相互直通運転を開始。
- 2005年
  - 1月1日 - ソウル特別市地下鉄公社がソウルメトロに改称。
  - 10月21日 - 2号線ホームにホームドアを設置（大韓民国初のフルスクリーンタイプ導入）。
- 2009年11月20日 - 4号線ホームにホームドアを設置。
- 2017年5月31日 - ソウルメトロとソウル特別市都市鉄道公社が統合され、ソウル交通公社の駅となる。
- 2023年
  - 7月9日 - 4号線ホームのホームドアの更新工事が開始する。[1]

## 駅構造
南部循環路と銅雀大路の交わる交差点の真下にある地下駅である。

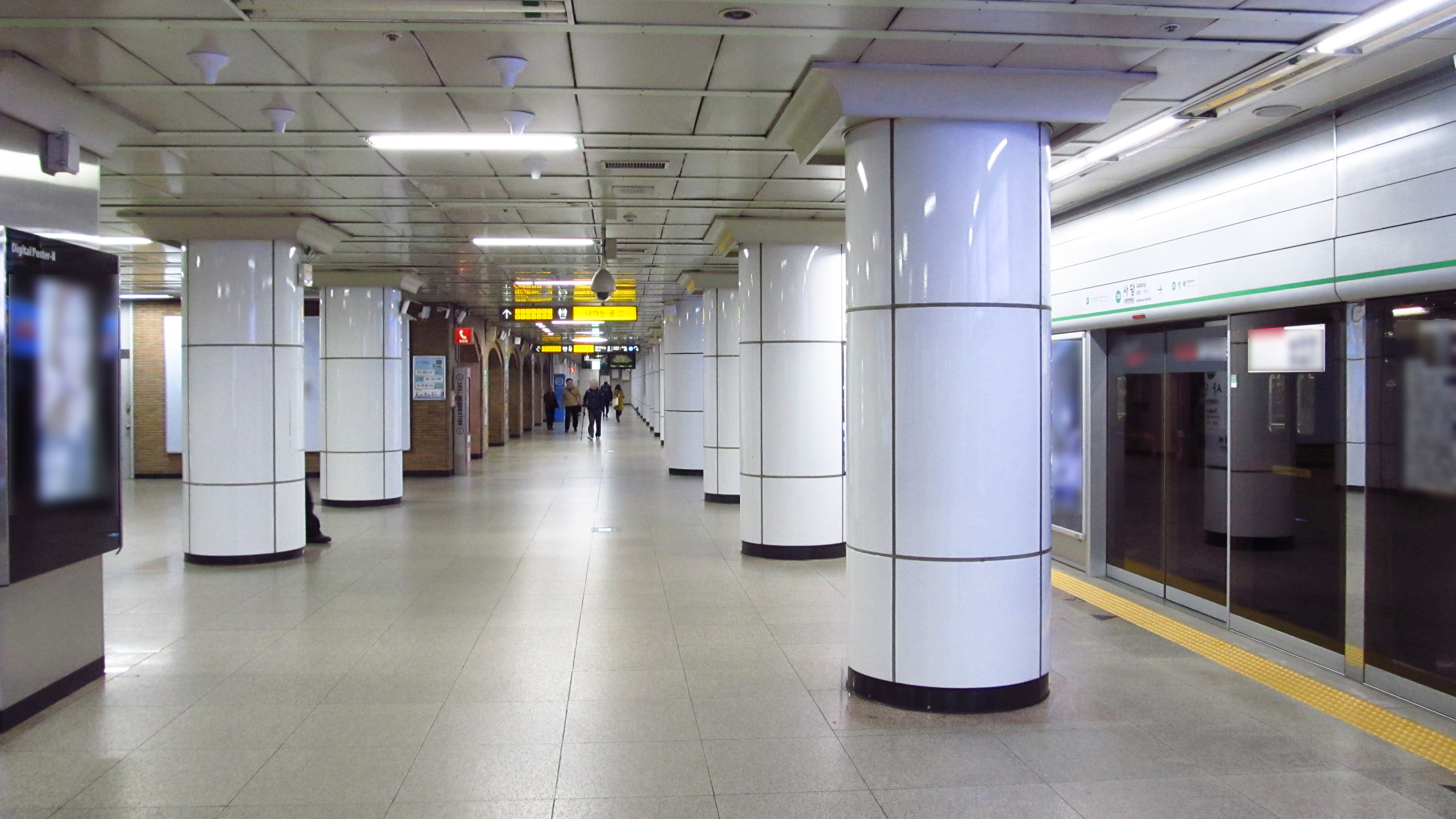
2号線ホーム（2018年11月）

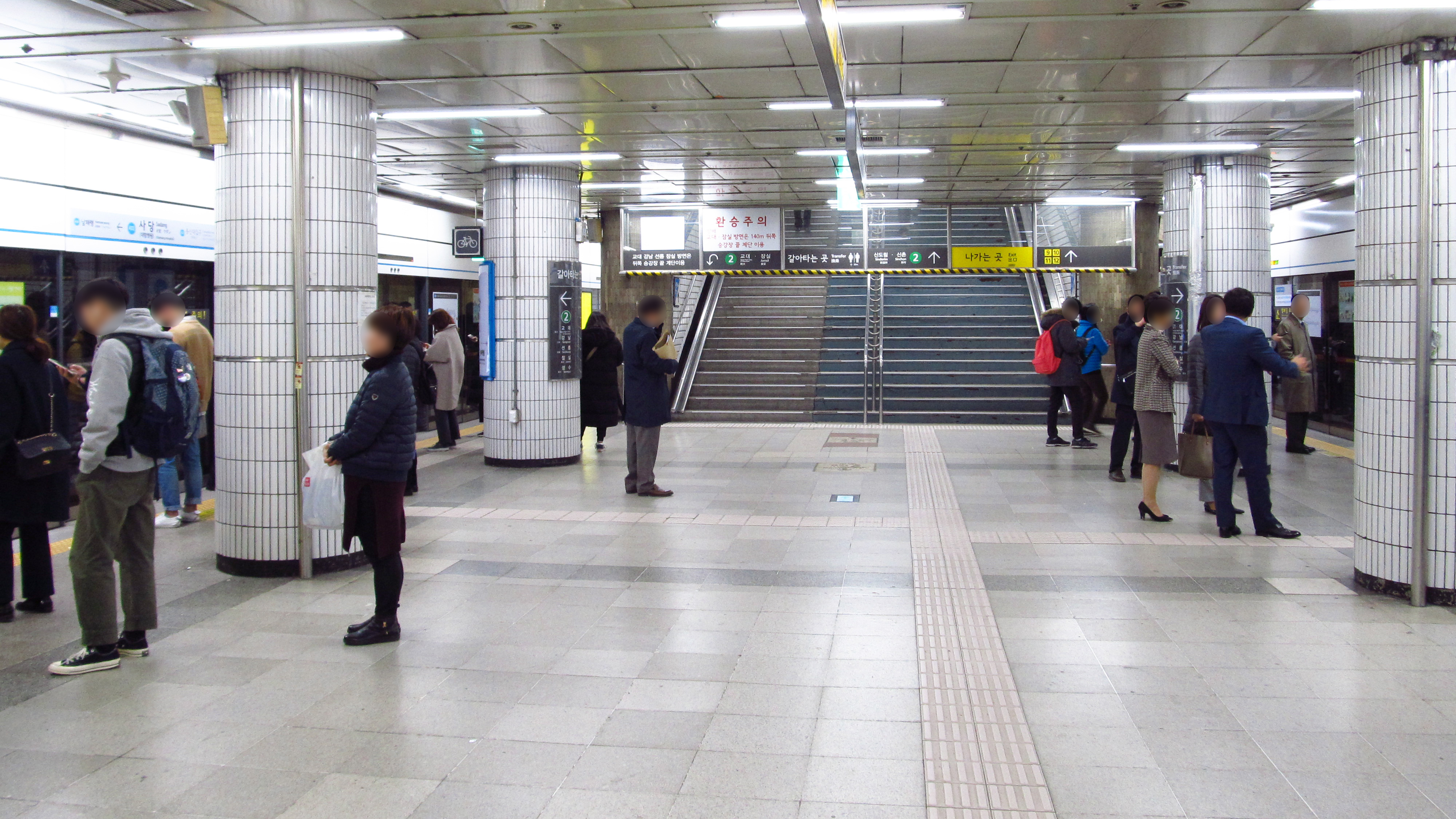
4号線ホーム（2018年11月）

2号線のホームは地下2階にある。相対式ホーム2面2線を有しており、フルスクリーンタイプのホームドアが設置されている。4号線に乗り換えるには、内回り・外回りホーム共にホーム中程にある階段を下る必要がある。
4号線のホームは地下3階にある。島式ホーム1面2線を有しており、フルスクリーンタイプのホームドアが設置されている。南泰嶺側に渡り線と留置線を持ち、烏耳島方面から来た列車の折り返しや仏岩山方面から来た列車の留置が可能な構造になっている。ソウル交通公社所属の直流専用電車（4000系の401~426編成）は、すべて当駅で仏岩山方面に折り返す。2号線に乗り換える場合、外回り方面はホーム南泰嶺寄りの階段を、内回り方面はホーム中央より若干総神大入口側の階段を上る必要がある。
改札階は地下1階で、改札口は合計6ヶ所ある。化粧室は改札内に1ヶ所、改札外に3ヶ所ある。出入口は1番から14番までの合計14ヶ所ある。

### のりば
- のりばの番号は各線共に存在しない。

| B2F 2号線ホーム |       |                                        |
| 外回り          | 2号線 | 教大・江南・宣陵・蚕室方面             |
| 内回り          | 2号線 | 大林・新道林・合井・新村方面           |
| B3F 4号線ホーム |       |                                        |
| 上り            | 4号線 | ソウル駅・東大門・漢城大入口・榛接方面 |
| 下り            | 4号線 | 衿井・中央・安山・烏耳島方面           |

## 利用状況
近年の一日平均利用人員推移は下記のとおり。
| 路線  | 路線     | 2000年 | 2001年 | 2002年 | 2003年 | 2004年 | 2005年 | 2006年 | 2007年 | 2008年 | 2009年 | 出典  |
| ----- | -------- | ------ | ------ | ------ | ------ | ------ | ------ | ------ | ------ | ------ | ------ | ----- |
| 2号線 | 乗車人員 | 36,124 | 35,161 | 33,248 | 34,876 | 37,168 | 38,116 | 39,142 | 39,934 | 47,425 | 47,473 | [ 2 ] |
| 2号線 | 降車人員 | 36,736 | 35,899 | 37,155 | 39,086 | 40,176 | 40,858 | 42,587 | 43,801 | 45,334 | 47,700 | [ 2 ] |
| 2号線 | 乗降人員 | 72,860 | 71,060 | 70,403 | 73,962 | 77,344 | 78,974 | 81,729 | 83,735 | 92,758 | 95,173 | [ 2 ] |
| 4号線 | 乗車人員 | 24,785 | 25,218 | 28,534 | 26,899 | 27,290 | 28,461 | 30,369 | 31,153 | 26,145 | 28,985 | [ 2 ] |
| 4号線 | 降車人員 | 20,125 | 20,246 | 20,384 | 19,584 | 20,242 | 21,246 | 21,819 | 22,471 | 23,325 | 24,909 | [ 2 ] |
| 4号線 | 乗降人員 | 44,910 | 45,464 | 48,918 | 46,483 | 47,532 | 49,706 | 52,188 | 53,624 | 49,469 | 53,894 | [ 2 ] |
| 路線  | 路線     | 2010年 | 2011年 | 2012年 | 2013年 | 2014年 | 2015年 |        |        |        |        |       |
| 2号線 | 乗車人員 | 43,829 | 44,718 | 46,754 | 45,228 | 45,993 | 45,307 |        |        |        |        |       |
| 2号線 | 降車人員 | 47,111 | 48,182 | 48,860 | 49,926 | 50,804 | 50,022 |        |        |        |        |       |
| 2号線 | 乗降人員 | 90,940 | 92,900 | 95,614 | 95,154 | 96,797 | 95,329 |        |        |        |        |       |
| 4号線 | 乗車人員 | 32,973 | 33,425 | 31,464 | 33,947 | 34,396 | 33,636 |        |        |        |        |       |
| 4号線 | 降車人員 | 27,046 | 27,464 | 27,400 | 27,594 | 27,701 | 27,208 |        |        |        |        |       |
| 4号線 | 乗降人員 | 60,019 | 60,889 | 58,864 | 61,542 | 62,097 | 60,844 |        |        |        |        |       |

## 駅周辺

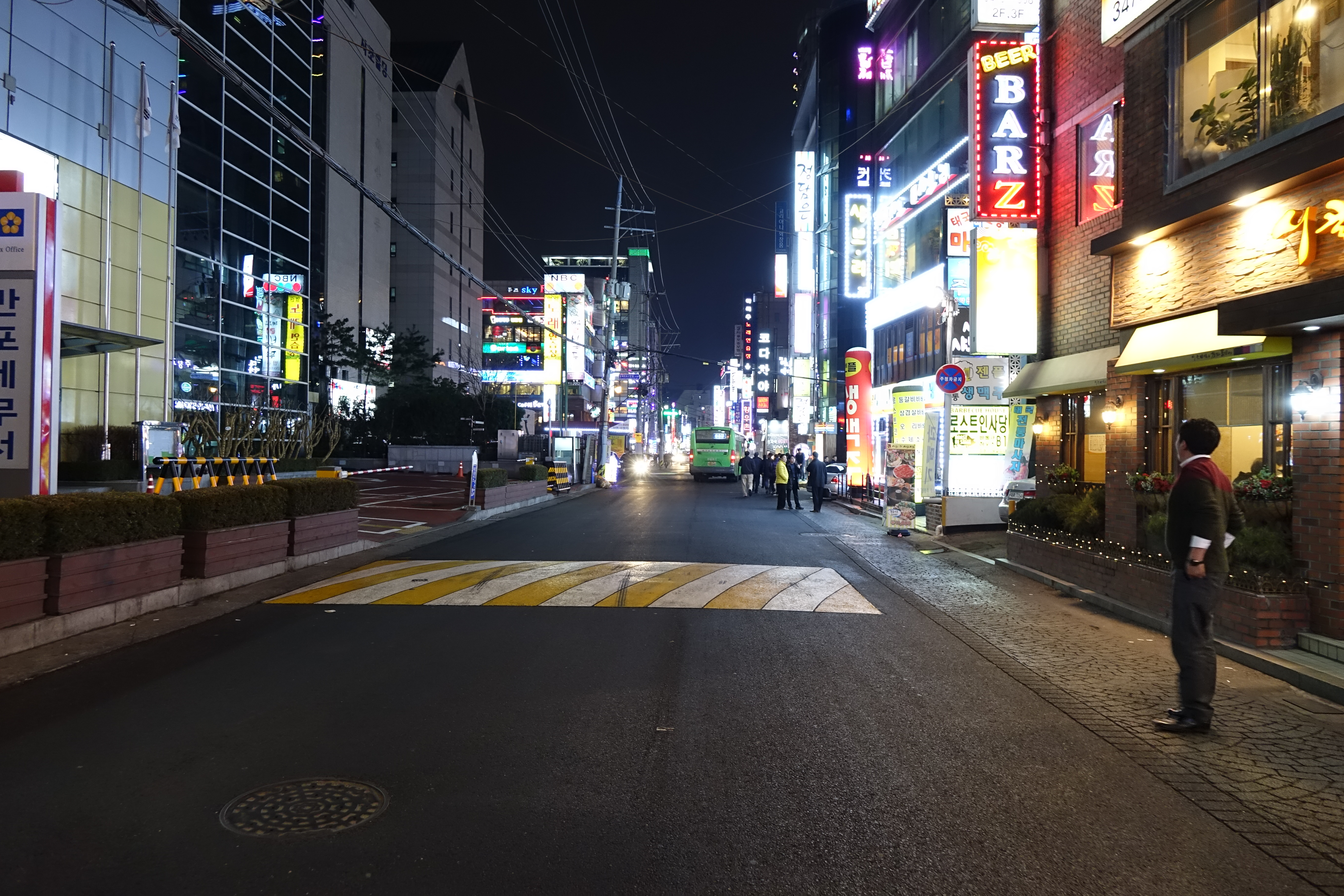
駅周辺の繁華街

- 冠岳登記所
- 冠岳市場
- ソウル南四初等学校（朝鮮語版）
- ソウル南城初等学校（朝鮮語版）
- 南峴市場
- 同徳女子高等学校（朝鮮語版）
- 同徳女子中学校（朝鮮語版）
- ソウル方背警察署
- 方背市場
- 方背総合社会福祉館
- ソウル坊峴初等学校（朝鮮語版）
- 舎堂雇用安全センター
- 舎堂郵便局
- ソウル舎堂初等学校（朝鮮語版）
- 常緑保育園
- ソウル交通公社本社
- ソウル特別市 教育研修院
- ソウル特別市 交通文化教育院
- 水景公園
- 梨水中学校
- 梨水初等学校
- 韓国電力公社 南部支店
- ソウル市立美術館
- サボテンストア - 韓国の同人ショップ

## 隣の駅
ソウル交通公社
 2号線
方背駅 (225) - 舎堂駅 (226) - 落星垈駅 (227)
 4号線
総神大入口駅 (432) - 舎堂駅 (433) - 南泰嶺駅 (434)